# Touro (La Corogne)
Touro est une commune de la province de La Corogne en Espagne située dans la communauté autonome de Galice.